# Чехи на Украине
Чехи (укр. Чехи в Україні) — национальное меньшинство на Украине. Из-за репатриации и постепенной ассимиляции, количество этнических чехов на Украине сократилось с более чем 50 000 в середине XX века до менее чем 6 000 по переписи 2001 года.

## История
Переселение чехов из Австро-Венгрии на территорию Украины началось ещё в первой половине XVIII века. Тогда Екатерина II заселяла Крым и приглашала на полуостров многих европейцев, в том числе и чехов. Тогда около 170 чешских семей решились поменять место жительства.
Второй, более массовый этап чешской колонизации на Украине начался во второй половине XIX века. После отмены крепостного права в течение 1860—1870-х годов возникли первые чешские поселения, преимущественно в Волынской губернии. Первая чешская колония Людгардовка из 17 семейств основана в Дубенском уезде на 71 десятине земли села Догорельцы. В то же время в Подольской губернии 16 семейств богемских чехов на 220 десятинах арендованной земли основали посёлок Чеховка. В Таврической губернии (Крым) была основана колония Табор-Царевич.
С 1870-х годов чешские переселенцы на Волыни принимали российское подданство и получали право организовывать отдельные общины и волости, российское правительство гарантировал им свободу вероисповедания и освобождал на пять лет от любых платежей и податей, а также от военной службы. На конец 1871 года только на Волыни было образовано 26 чешских колоний, где проживало 963 семейства, владея с правом собственности или арендуя 17648 десятин земли. В 1870—1872 годы выходцы из Богемии закупили у помещиков 20 тыс. десятин земли в центральной части Крымского полуострова. Это стало началом основания здесь небольших чешских колоний. Активное переселение чехов в Крым и прилегающие земли привели к возникновению новых поселений на юге Украины. Так, в Таврической губернии появилась Новгородовка, а в Херсонской — село Богемка.
Чехи нередко заявляли желание слиться с местным населением, вступали в смешанные браки, открывали общие школы, принимали российское гражданство, переходили в православие и т. п. В 1870-е - 1880-е годы на Волыни было более 20 чешских школ, но в 1887 году последовал закон о ликвидации чешских школ и их замене русскими в течение трех лет.
По переписи 1897 года на территории Украины проживало около 36 тысяч чехов, из них 3/4 — в Волынской губернии (27670 человек). Высокой концентрацией чешского населения отмечался Дубенский уезд Волынской губернии, где они составляли 5,3 % населения (10 328 из 195 058), опережая русских и немцев. 97 % чехов Волынской губернии были сельскими жителями.
Перед Второй мировой войной на территории Украины проживало более 50 тысяч чехов, преимущественно на Волыни. В 1947 году после соглашения между СССР и Чехословакией началось переселение чехов на историческую родину, в результате которой выехало около 40 тысяч человек. В Чехии их расселяли преимущественно в судетских районах, где до депортации проживало немецкое население.
К началу 2000-х местами наиболее компактного проживания чехов являлись село Богемка Николаевской области, село Новгородковка (бывшая колония Чехоград) Запорожской области, село Веселиновка Одесской области, село Малая Зубовщина Житомирской области и Николаевка Винницкой области. Многие чехи проживают и в Крыму, наиболее компактно — в село Лобаново (прежнее название — Богемка) Джанкойского района и Александровка Красногвардейского района. В 2001 году из 5917 чехов назвали родным языком чешский 1190 человек (20,1 %), украинский — 2503 (42,3 %), русский — 2144 (36,2 %).
В связи с нестабильностью на Украине, возникшей в конце 2013 — начале 2014 года, отток чехов с Украины значительно усилился. Весной 2014 года 40 семей волынских чехов обратились к чешским властям с официальной просьбой помочь им с репатриацией, но получили отказ. В октябре подобная просьба к правительству Чехии поступила еще от 232 человек. 19 октября 2014 года Президент Чехии Милош Земан поручил главе МВД Милану Хованецу удовлетворить просьбу этнических чехов с Украины вернуться на историческую родину и помочь им с реинтеграцией.

## Динамика численности
Динамика численности чешского населения по переписям:
- 1897 — ~ 40 000 (в том числе Волынская губерния — 27670, Киевская губерния — 3294, Таврическая губерния — 1962, Херсонская губерния — 1351)
- 1926 — ~ 50 000 (в том числе Волынское воеводство РП — 30 977 чел., УССР — 16 091 чел., Крымская АССР РСФСР — 1419 чел.)
- 1939 — ~ 52000 (в том числе УССР — 14 786, Крымская область РСФСР — 1674)
- 1959 — 14539
- 1970 — 12073
- 1979 — 10589
- 1989 — 9122
- 2001 — 5917

Наибольшее количество чехов в 2001 году зафиксировано в Житомирской области — 839, Запорожской области — 808, Крыму — 749 и Одесской области — 503.